# Central nuclear d'Almaraz
La central nuclear d'Almaraz és una de les 5 centrals nuclears que en l'actualitat es troben en activitat a Espanya. Està situada al terme municipal d'Almaraz (Càceres). Aquesta central consta de 2 reactors i està refrigerada pel riu Tajo. Almaraz està concebuda com una Central de base, és a dir, que es troba en funcionament ininterromput i s'assegura el subministrament anualment 18.000 milions de kWh a tot Espanya.
Els reactors que la formen són Almaraz I i Almaraz II. El primer va començar la seva activitat l'1 de maig de 1981 i el segon reactor el 8 d'octubre de 1983. Tots dos reactors són d'aigua lleugera a pressió (tipus PWR) de 2686 MW tèrmics. La potència elèctrica és de 1035,27 MW i 1044,45 MW respectivament. Cadascun dels reactors compta amb tres circuits de refrigeració. Ambdós reactors utilitzen com a combustible òxid d'urani, que és present a la natura en el mineral conegut com a uranita i que és radioactiu.

## Gestió
La gestió d'aquesta central és portada per la societat Centrales Nucleares d'Almaraz-Trillo (Central Nuclear de Trillo CNAT) i és propietat d'Iberdrola en un 53%, d'Endesa en un 36% i de Naturgy en un 11%.

## Gestió ambiental
Aquesta central treballa amb cicles de 18 mesos, on al final d'aquests s'atura la unitat per a la posterior recàrrega del combustible nuclear i manteniment de la planta.
El combustible utilitzat s'emmagatzema en una piscina refrigerada on s'adopten els mateixos nivells de seguretat que en els reactors. Aquesta piscina es troba en un edifici annex al dels reactors de tal manera que es garanteix el seu bon aïllament i absència d'efectes ambientals. Cada reactor genera a l'any com a mitjana aproximadament 10 m³ de combustible utilitzat.
Els residus de baixa i mitja reactivitat que són generats a la central provenen de materials, eines, consumibles i elements contaminats radiològicament originats durant les operacions a la central i el manteniment d'aquesta. Després de passar per diferents processos de condicionament es depositen en un magatzem dins del mateix recinte de la central fins que l'Empresa Nacional de Residus Radioactius els retiren.

## Tancament
El Primer Govern Sánchez va aprovar el 2019 el Pla Nacional Integrat d'Energia i Clima (PNIEC) 2021-2030 que establia el tancament de les set centrals nuclears espanyoles esglaonadament començant per la central nuclear d'Almaraz en 2027 i acabant per la central nuclear d'Almaraz el 2035, preveient la generació elèctrica amb energia eòlica, energia solar i cicle combinat.